# Granodioriet
| Granodioriet                                                                           | Granodioriet | Granodioriet           | Granodioriet    | Granodioriet      |
| -------------------------------------------------------------------------------------- | ------------ | ---------------------- | --------------- | ----------------- |
| Fijn-korrelig granodioriet, Piégut-Pluviers granodiorite, Centraal Massief, Frankrijk. |              |                        |                 |                   |
| Fijn-korrelig granodioriet, Piégut-Pluviers granodiorite, Centraal Massief, Frankrijk. |              |                        |                 |                   |
| Indeling der stollingsgesteenten                                                       |              |                        |                 |                   |
|                                                                                        | % SiO2       | uitvloeings- gesteente | gang- gesteente | diepte- gesteente |
| felsisch                                                                               | >~70         | ryoliet                | granofier       | graniet           |
| felsisch                                                                               | ~70-63       | daciet                 | granodioriet    | granodioriet      |
| intermediair                                                                           | 63-52        | andesiet               | dioriet         | dioriet           |
| mafisch                                                                                | 52-45        | basalt                 | doleriet        | gabbro            |
| ultramafisch                                                                           | <45          | komatiiet              | peridotiet      | peridotiet        |

Het stollingsgesteente granodioriet is een redelijk felsisch diepte- en ganggesteente met tussen de 63 en 68% silica.

## Eigenschappen
Granodioriet is het felsischere equivalent van dioriet en het diepte- en ganggesteente-equivalent van het uitvloeiingsgesteente daciet.
De mineralen met een redelijke kristalgrootte die in granodioriet voorkomen, zijn onder andere kwarts, amfibool, plagioklaas, kaliveldspaat, muscoviet en biotiet.

## Voorkomen
Granodioriet is een diepte- of ganggesteente dat ontsloten raakt bij tektonische opheffing bij orogenese. Het wordt gevormd in de kern en de magma-gangen van redelijk felsische vulkanen.